# Pîlîpivka, Bârzula
Pîlîpivka (în ucraineană Пилипівка) este un sat în comuna Liubașivka din raionul Bârzula, regiunea Odesa, Ucraina.

## Demografie
Componența lingvistică a localității Pîlîpivka
     Ucraineană (92,72%)
     Română (4,64%)
     Rusă (2,65%)
Conform recensământului din 2001, majoritatea populației localității Pîlîpivka era vorbitoare de ucraineană (92,72%), existând în minoritate și vorbitori de română (4,64%) și rusă (2,65%).